# Gransjön (Långareds socken, Västergötland)
Gransjön är en sjö i Alingsås kommun i Västergötland och ingår i Göta älvs huvudavrinningsområde.  Sjön ligger i vildmarksområdet Risveden. Vid provfiske har abborre och gädda fångats i sjön.